# بشقابی فارسی
بشقابی فارسی، بشقابی کمهری (نام علمی: Scutellaria farsistanica) نام یک گونه از سرده بشقابی است.